# 阮元
阮元（1764年—1849年），字伯元，號芸臺（一号雲臺），又号揅经老人、雷塘庵主等，江蘇儀徵人，清朝政治人物，乾嘉學派經學家。

## 生平
乾隆五十四年（1789年）己酉科進士，選為翰林院庶吉士，散館授編修，督山東學政，任侍郎。嘉慶三年（1798年），任浙江巡撫，與李長庚督水師討伐海盗，興修海塘。後任湖廣總督、兩廣總督、雲貴總督。任内主張加強海防，對抗英軍挑衅，亦曾多次鎮壓天地會活動。
嘉庆二年（1797年），阮元主浙江学政时，选拔浙江书生集中于孤山，编纂《经籍籑诂》。嘉庆六年（1801年），在原址创建诂经精舍（在今浙江博物馆东）。教育方针以穷经致用、实事求是、培育钻研精神为宗旨。
嘉慶十四年（1809），阮元受劉鳳誥考場舞弊案牽連後，被革去浙江巡撫一職。這一年，阮元自愿出任国史馆总辑，负责总辑《國史儒林傳》。早在乾隆三十年（1765），乾隆帝下召編纂《國史儒林傳》，然而在種種原因下，卻一直沒有動工。嘉慶十五年（1810）十月，阮元自願兼任國史館總輯，纂輯儒林傳後，開始儒林傳之編纂。嘉庆十六年，补授詹事府少詹事。同年十二月初十日，“奉旨补授内阁学士兼礼部侍郎”。嘉庆十七年五月初八，补授工部右侍郎，兼管钱法事务。嘉慶十七年（1812）八月接替許兆樁為漕運總督，同月二十日將《儒林傳稿》交付國史館。
道光元年（1821年）阮元奏请申明禁鴉片，加重行商责任，夷船进口，照旧认保，另饬身家殷实的四行轮流加保，如有隐徇，分别惩办，并先将总商伍敦元加以处分。 阮元在杭州任职期间，大力疏浚西湖，并将挖出的淤泥堆成湖中小岛，后人称为“阮公墩”，今为观光点。道光十八年（1838年）以體仁閣大學士致仕。道光二十九年卒。諡文達。

## 著作
阮元擅長考證，精通經學，編纂《皇清經解》、《十三經注疏》等，又修編地方志書數種。還著有《畴人傳》等。又創編清史《儒林傳》、《文苑傳》及《畴人傳》，重修《浙江通志》、《云南通志》、《廣東通志》。并購進四庫未收古書一百餘部，每得一書，則仿《四庫全書總目提要》撰〈提要〉一篇。這些古書後由阮元收錄於《宛委別藏》刊印發行，並以〈提要〉為每冊古籍作序。
嘉庆初年，阮元搜集清代扬州学者1636人的詩作，编刻为《淮海英灵集》、《续集》。阮元又在浙江辑诗3133家，撰成《两浙輶軒录》。道光初年，阮元集清代前期諸家經說，匯為《皇清經解》一百八十餘種，凡一千四百餘卷。一時知名學者著述，多賴以刊行。自著為《揅經室集》。王国维著《国朝汉学派戴阮二家之哲学说》，将戴震與阮元并举。

## 評價
- 侯外庐称，阮元“扮演了总结18世纪汉学思潮的角色”，“在汇刻编纂上结束乾嘉汉学的成绩”。[6]
- 胡适说：“阮元虽然自居于新式的经学家，其实他是一个哲学家。”[7]

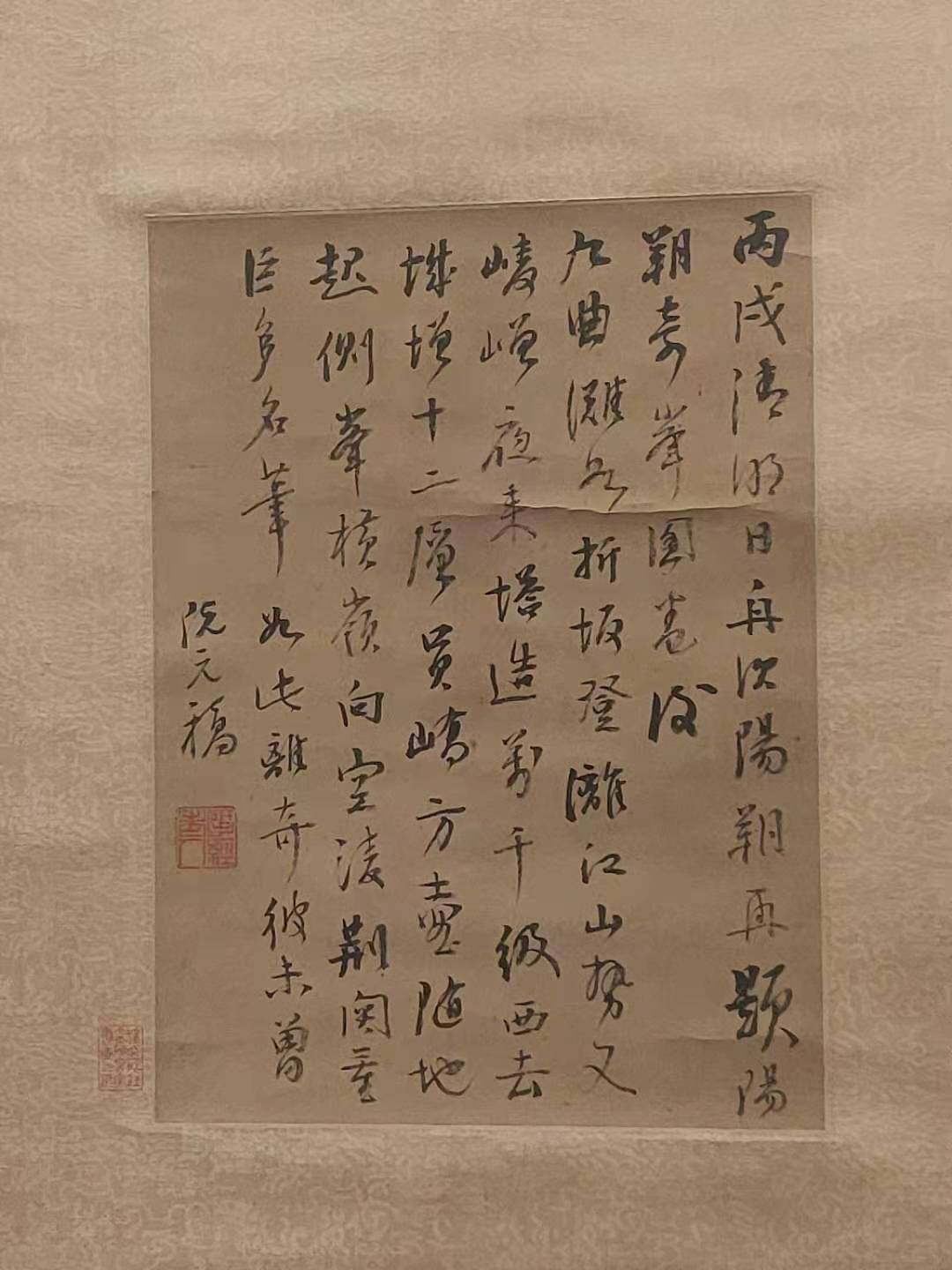
阮元手跡

- 阮元手跡梁啟超推其為乾嘉學術的護法神。[8]

## 家庭
- 元配：江氏
- 繼配：孔璐華（1777—1832），字經樓，衍聖公孔昭煥孫女、孔慶鎔同母姐；經毕沅為媒，乾隆六十年（1795年）九月初三聘為繼室夫人[9]
  - 子：阮凱（1801—1803），未序齒，嘉慶六年五月初九生、嘉慶八年八月卒於杭州府[10]
  - 第四子：阮孔厚（1805—1862），字魯卿，原名禕、後改名孔厚。特用員外郎，誥授奉政大夫、例晉朝議大夫。生於嘉庆十年七月廿五日，卒於同治元年八月廿八日；配彭氏，有五子一女[11]

## 延伸阅读
[在维基数据编辑]
 《清史稿·卷364》，出自趙爾巽《清史稿》
 在维基共享资源阅览影像

### 附註
1. ↑  李元度《阮文达公事略》说：“不十年，上舍士致身通显及撰述成一家言者，不可殚述。东南人才，称极盛矣。”（《西湖史话》第177页）
2. ↑  《雷塘庵弟子记》嘉庆十六年谱记：“七月二十三日，阮元奉旨补授詹事府少詹事。”
3. ↑  事并见《清史稿》《清史列传》本传
4. ↑  《仁宗实录》卷二五七
5. ↑  《近代中国史纲》
6. ↑  《中国思想通史》第577页
7. ↑  胡适：《戴东原的哲学》
8. ↑  梁啟超：《清代學術概論‧十八講》
9. ↑  王章濤（2003年），第78、79页
10. ↑  王章濤（2003年），第253、322页
11. ↑  王章濤（2003年），第387页

### 文獻
- 王章濤. . 黄山书社. 2003. ISBN 7-80630-795-8.
- 叶光庭.《西湖史话》. ISBN 7806338772．
- 郭廷以.《近代中国史纲》. 格致出版社.
- 侯外庐.《中国思想通史》.
- 阮元；井土霊山日译「南北書派論」『書道及画道 第三巻 第二号』